# Propellerhead Software
Propellerhead Software – szwedzkie, prywatne przedsiębiorstwo produkujące oprogramowanie muzyczne. Firmę założyli w 1994 roku Ernst Nathorst-Böös, Marcus Zetterquist oraz Peter „Pelle” Jubel. Siedziba Propellerhead Software znajduje się w Sztokholmie.

## Produkty

### Oprogramowanie
- Reason
- Record
- ReCycle
- ReBirth RB-338
- Reason Adapted

### Technologie
- ReWire
- REX oraz REX2
- ReFills
- Remote

### Reason ReFills
- Record Drum Takes
- Reason Soul School
- Reason Pianos
- Reason Drum Kits
- Reason Electric Bass ReFill
- RDK Vintage Mono ReFill
- ElectroMechanical 2.0 ReFill
- Strings ReFill
- Abbey Road Keyboards

### Inne
- ReLoad
- ReFill Packer